# Дмитр

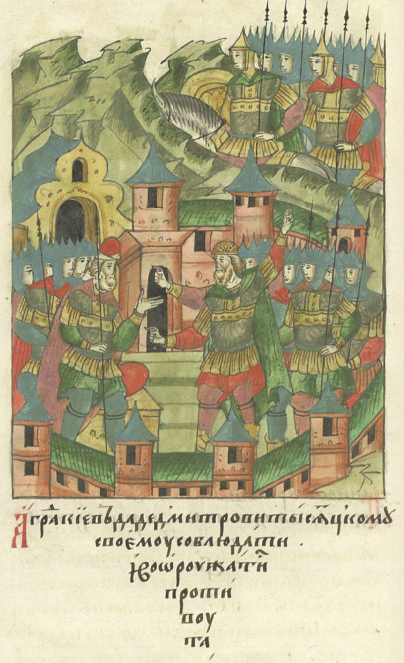
Даниил Галицкий передаёт Киев тысяцкому Дмитрию

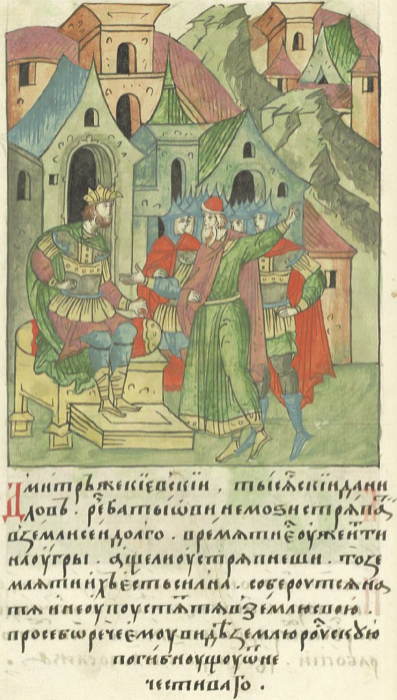
Дмитр советует Батыю не задерживаться в русской земле

Дмитр — галицкий тысяцкий в 1215/1219 году, вместе с Даниилом Романовичем Волынским участвовал в обороне Галича во время вторжения венгро-польского войска во главе с венгерским королевичем Коломаном и краковским князем Лешко Белым. 

## Летописные сведения
Киевский тысяцкий в 1240 году, назначенный Даниилом Галицким и руководивший обороной Киева 5 сентября—19 ноября (или 6 декабря) 1240 года в ходе противодействия западному походу монголов 1236—1242 годов и монгольскому нашествию на Русь 1237—1240 годов, в частности, монгольскому походу на Юго-Западную Русь, Польшу и Венгрию 1240—1242 годов. По другой версии, Киев был взят за 9 дней. 
Дмитр попал в плен и адресовал Батыю знаменитую фразу:

«Не задерживайся в земле этой долго, время тебе на угров уже идти. Если же медлить будешь, земля та сильная, соберутся на тебя и не пустят тебя в землю свою». Про то говорил ему, поскольку видел землю Русскую, гибнущую от нечестивого.

Воевода Дмитр так храбро сражался с врагом, что хан Батый сохранил ему, тяжело раненному, жизнь, «мужѣства ради его» (по Галицко-Волынской летописи).